# Богомягково (Пермский край)
Богомягково — село в Пермском крае России, в составе Осинского района, Верхнедавыдовского сельского поселения.

## География
Село расположено на малой реке Богатырке (правый приток Камы), чуть выше места её впадения в Каму, на правом берегу Камы, противоположном от районного центра, города Осы.

## История
В XVI веке закамская сторона стала активно заселяться русскими. Предположительно, Богомягковское поселение возникло в 1596 году как вотчина Осинского Преображенского монастыря.
В письменных источниках известно как деревня с 1678 года. В прошлом также выступала под названием деревня Богомяхких. 

## Население
| 2010 |
| ---- |
| 138  |

## Археологические памятники
В 100 м к югу от села – Богомягковское селище, относимое к I половине I тысячелетия до н.э., т.е. к железному веку.

## Прославленные уроженцы
- Богомягков С.Н. (1890 – 1966), участник Гражданской войны, начальник штаба 30-й дивизии.
- Богомягков К.В. (1920 – 1944), штурман бомбардировщика, повторивший в годы Великой Отечественной войны подвиг Н. Гастелло[2].